# متتالية فرنسية (فلم)
متتالية فرنسية (بالفرنسية: Suite Française) هو فيلم بريطاني-فرنسي-بلجيكي من نوع الدراما والرومانسية من إخراج شاول ديب وساعد بكتابته مات شارمان. تجري أحداثه اثناء الحرب العالمية الثانية. الفيلم مبني على رواية تحمل نفس الاسم من كتابة ايرين نيميروفسكي عام 2004. الفيلم من بطولة ميشيل ويليامز، كريستين سكوت توماس، ماتياس شونارتس، سام رايلاي، روث ويلسون، لامبرت ويلسون و مارجوت روبي.
يركز الفيلم على قصة رومانسية تدور بين  جندي ألماني و قروية فرنسية خلال السنين الأولى من الإحتلال الألماني لفرنسا. الفيلم صور في فرنسا وبلجيكا.

## روابط خارجية
- مقالات تستعمل روابط فنية بلا صلة مع ويكي بيانات